# Charles Arthur Philippe Ernest de Hemricourt de Grunne
Le comte Charles Arthur Philippe Ernest de Hemricourt de Grunne, né le 15 mars 1840 à Liège et mort le 25 août 1911 à Bruxelles est un diplomate et homme politique belge catholique.

## Biographie
Il est docteur en droit (1862, ULg) et diplomate (1861-73).
Il est élu conseiller communal (1865) et bourgmestre (1865-1911) de Russon; conseiller provincial de la province de Limbourg (Belgique) (1868-82);  sénateur de l'arrondissement de Maaseik (1882-1900), puis de Hasselt-Tongres-Maaseik jusqu'à sa mort.

## Distinctions
- Chevalier de Saint-jean de Jérusalem
- Commandeur de l'ordre de Saint-Grégoire le Grand

## Généalogie
- Il est le fils d'Alexandre (Alexandre-François-Hubert, comte de ) (1814-1841) et de Marie de Senzeilles ( Marie-Charlotte-Octavie)(1817-1893);
- Il épouse en 1871 Aldegonde Obert de Thieusies (Aldegonde-Marie-Joséphine) (1853-1923) ; (fille de Camille-Antoine-Désiré-Ghislain (1821-1884), vicomte Obert de Thieusies et de Marie-Charlotte de la Coste (née en 1829)[1].
  - Ils ont trois enfants: Léon (1873-1927), Marguerite (1875-1948) et Marie Thérèse (1878-1961).